# Беликова, Нина Ивановна
Ни́на Ива́новна Бе́ликова (род. 19 декабря 1961) — российская легкоатлетка, специалистка по бегу на длинные дистанции и кроссу. Выступала в статусе элитной спортсменки в 1993—2004 годах, чемпионка Европы по кроссу в командном зачёте, победительница и призёрка многих крупных соревнований на шоссе. Представляла Волгоградскую и Саратовскую области. Мастер спорта России международного класса. Ныне — тренер по лёгкой атлетике.

## Биография
Нина Беликова родилась 19 декабря 1961 года.
Впервые заявила о себе в сезоне 1988 года, став шестой в беге на 3000 метров на Мемориале братьев Знаменских в Санкт-Петербурге.
В 1993 году в той же дисциплине показала четвёртый результат на Мемориале братьев Знаменских в Москве, заняла седьмое место на международном экидэне в Тибе.
В 1994 году одержала победу на женском международном экидэне в Иокогаме и стала бронзовой призёркой на женском международном экидэне в Сеуле. На Открытом чемпионате России по кроссу в Кисловодске выиграла бронзовую медаль в забеге на 5 км, пропустив вперёд Ольгу Чурбанову из Свердловской области и Елену Копытову из Курганской области. Попав в основной состав российской национальной сборной, удостоилась права защищать честь страны на чемпионате мира по кроссу в Будапеште — заняла здесь 22-е место в личном зачёте и вместе со своими соотечественницами стала четвёртой в командном зачёте.
На кроссовом чемпионате мира в Дареме финишировала на 71-й позиции, тогда как на кроссовом чемпионате Европы в Алнике завоевала бронзовую медаль в личном зачёте, уступив на финише только финке Аннемари Санделл и шведке Саре Ведлунд, и победила в командном зачёте вместе с Аллой Жиляевой и Еленой Барановой. Была третьей и шестой на экидэнах в Иокогаме и Сеуле соответственно. На Мемориале братьев Знаменских в Москве закрыла десятку сильнейших в беге на 5000 метров.
В 1996 году, помимо прочего, победила в шоссейном забеге на 10 км на соревнованиях в нидерландском Хаксбергене. На чемпионате Европы по кроссу в Шарлеруа заняла 22-е место.
На чемпионате России 1997 года в Туле в беге на 10 000 метров финишировала четвёртой. Приняла участие в кроссовом чемпионате Европы в Оэйраше, где в личном зачёте стала четырнадцатой.
В 1998 году показала третий результат на международном экидэне в Пекине, стартовала на многих шоссейных забегах в Швейцарии и Франции.
На чемпионате России 1999 года по бегу по шоссе в Адлере стала седьмой в дисциплине 10 км.
В 2001 году отметилась выступлением на чемпионате Европы по кроссу в Туне, где заняла среди женщин 67-е место.
В 2003 году на чемпионате России по горному бегу в Железноводске стала серебряной призёркой, уступив представительнице Саратовской области Ирине Можаровой.
Продолжала активно выступать на различных шоссейных соревнованиях в Европе вплоть до 2004 года.
За выдающиеся спортивные достижения удостоена почётного звания «Мастер спорта России международного класса».
Впоследствии работала тренером-преподавателем по лёгкой атлетике в СДЮСШОР № 6 в Саратове.